# Impasse de la Confiance
L'impasse de la Confiance est une voie située dans le quartier de Charonne du 20e arrondissement de Paris.

## Situation et accès
L'impasse de la Confiance est desservie à proximité par la ligne 9 à la station Buzenval.

## Origine du nom
Le nom de cette voie a été donné à la demande des propriétaires.

## Historique
Cette voie ouverte au XIXe siècle sous le nom d'« impasse Meunier » voit son nom changé par un arrêté du 1er février 1877 à la demande des propriétaires y habitant.